# Ercole Zani
Ercole Zani (Bologna, 1634 – Bologna, 1º luglio 1684) è stato un viaggiatore e scrittore italiano.

## Biografia
Ercole Zani nacque a Bologna nel 1634 dal conte Lucio, figlio di Ercole Zani, e da Artemisia, figlia del filosofo Melchiorre Zoppio. In gioventù si dedicò allo studio delle lingue antiche, in particolare del greco e dell'ebraico, e si applicò con passione alla matematica e alle scienze naturali. Insieme a Giovanni Galeazzo Manzi, Agostino Fabri e Agostino Pinchiari fece alcune osservazioni astronomiche sulle comete apparse negli anni 1664, 1665 e 1668, che gli meritarono le lodi del Cassini, che lo riteneva un uomo «di finissimo ingegno e nelle osservazioni celesti esercitatissimo» e di Geminiano Montanari, che lo considerava «eruditissimo nelle scienze matematiche». Zani partì da Bologna nei primi mesi del 1669, viaggiando per quasi tutta l'Europa. Dopo essersi fermato alcuni mesi a Parigi, andò nei Paesi Bassi e in Inghilterra, dove fu onorevolmente ricevuto dal re Carlo II. Visitò la Scozia, quindi, imbarcatosi su una nave inglese diretta a Tangeri, sbarcò a Lisbona. Visitate alcune località vicine, lasciò il Portogallo, attraversò la Galizia e giunse a Madrid il 15 luglio 1670. Dopo essere ripassato per l'Italia, andò in Germania ed in Polonia. Passati alcuni giorni a Varsavia, si unì a Jan Gniński, governatore di Chełm, inviato come ambasciatore presso lo zar di Russia Alessio Michajlovič (1671-72). Lasciò di questo viaggio una relazione ricca di notizie, indirizzata al conte Valerio Zani, suo cugino, pubblicata per la prima volta a Bologna nel 1690 dopo la morte di Ercole e riedita a Parma l’anno successivo. Da Mosca passò a Stoccolma, dove assisté all'incoronazione solenne di Carlo XI di Svezia; passò quindi a Copenaghen, e di là in Germania, dove visitò le corti dei maggiori principi del Sacro Romano Impero. Terminato il viaggio, Zani rientrò a Bologna, dove morì il 1º luglio del 1684. Venne sepolto nella chiesa di San Biagio.